# Natural History Library
Die Natural History Library (Naturhistorische Bibliothek bzw. Naturgeschichtliche Bibliothek oder Naturkundliche Bibliothek) ist eine US-amerikanische, in der 1. Hälfte der 1960er Jahre bei Doubleday erschienene englischsprachige Taschenbuchreihe mit Werken, die von Interesse für die Lebens- und Geowissenschaften sind. Sie erschien in Kooperation mit dem American Museum of Natural History. Es ist eine Unterreihe der Doubleday’s Anchor Books series.

## Kurzeinführung
Die Reihe erschien bei Doubleday & Company Inc./Anchor Books. in den Vereinigten Staaten in den Jahren 1961–1965.
Den Verlagsangaben zufolge führt diese Reihe "Studenten und den allgemeinen Leser in das Studium des Menschen ein - seine Ursprünge, seine Natur und seine Umwelt - und in die gesamte natürliche Welt, vom submikroskopischen Leben bis zum Universum als Ganzes." Sie wurde von einem Gremium des American Museum of Natural History geleitet, dem folgende Mitglieder angehören: Franklyn M. Branley, stellvertretender Astronom, Abteilung für Astronomie; Charles M. Bogert, Vorsitzender und Kurator, Abteilung für Herpetologie; E. Thomas Gilliard, stellvertretender Kurator, Abteilung für Ornithologie; Gordon F. Ekholm, Kurator für mexikanische Archäologie, Abteilung für Anthropologie; und Bobb Schaeffer, Kurator, Abteilung für Wirbeltierpaläontologie.
In der Reihe erschienen Werke wie z. B. die Neuauflage der 3. Ausgabe von The Australian Aborigines von A. P. Elkin, Indians of the United States von Clark Wissler und Lucy Wales Kluckhohn, Under the Ancestors’ Shadow: Kinship, Personality, and Social Mobility in Village China von Francis L. K. Hsu oder Curious Naturalists von Niko Tinbergen.
Die folgende Übersicht erhebt keinen Anspruch auf Aktualität oder Vollständigkeit:

## Bände
Nummer/Titel/Autor, Hrsg. etc.
- 1. Horses - George Gaylord Simpson.
- 2. John and William Bartram’s America - Helen Gere Cruikshank, ed.
- 3. The Ocean Island (Inagua) - Gilbert C. Klingel.
- 4. Shearwaters - R. M. Lockley.
- 5. White Waters and Black - Gordon MacCreagh. Foreword by Dr. James A. Oliver.
- 6. The Wandering Albatrosses (Revised Edition) - William Jameson.
- 7. Adventures with a Texas Naturalist - Roy Bedichek. With a foreword by Dean Amadon.
- 8. Modern Science and the Nature of Life - William S. Beck.
- 9. Dwellers in Darkness - S. H. Skaife.
- 10. From Fish to Philosopher - Homer W. Smith.
- 11. The Exploration of the Colorado River - John Wesley Powell.
- 12. The Mountains of California - John Muir.
- 13. John Burrough’s America: Selections from the Writings of the Hudson River Naturalist - Farida A. Wiley, ed.
- 14. The Pacific Islands (revised edition) - Douglas L. Oliver.
- 15. The Land of Little Rain - Mary Austin.
- 16. The Voyage of the Beagle - Charles Darwin. Annotated with an introduction by Leonard Engel.
- 17. Between the Planets (Revised edition) - Fletcher G. Watson.
- 18. Puffins - R. M. Lockley.
- 19. The Heathens: Primitive Man and His Religions - William Howells.
- 20. Grand Canyon - Josopeh Wood Krutch.
- 21. Observations and Experiments in Natural History - Alan Dale.
- 22. Early Man in the New World (Revised edition) - Kenneth MacGowan and Joseph A. Jester, Jr.
- 23. The Heritage of the Bounty - Harry L. Shapiro.
- 24. Theodore Roosevelt’s America: Selections from the Writings of the Oyster Bay Naturalist - Farida A. Wiley, ed.
- 25. Cells: Their Structure and Function - E. H. Mercer.
- 26. The Yosemite - John Muir. With notes and an introduction by Frederick R. Gunsky.
- 27. The Forest People: A Study of the Pygmies of the Congo - Colin Turnbull.
- 28. The Navaho - Clyde Kluckhohn and Dorothea Leighton. Revised by Richard Kluckhohn and Lucy H. Wales. Foreword by Stanley A. Freed.
- 29. Animal Behavior - John Paul Scott.
- 30. A Guide to Bird Watching - Joseph J. Hickey.
- 31. How to Make a Telescope - Jean Texereau. Translated and adapted from the French by Allen Strickler.
- 32. A Naturalist in Alaska - Adolph Murie.
- 33. Snakes in Fact and Fiction - James A. Oliver.
- 34. Back of History: The Story of Our Own Origins (Revised edition) - William W. Howells.
- 35. A Herd of Red Deer: A Study in Animal Behavior - Frank Fraser Darling.
- 36. Return to Laughter: An Anthropological Novel - Elenore Smith Bowen.
- 37. The Australian Aborigines - A. P. Elkin [Adolphus Peter Elkin].
- 38. Genetics (Revised edition) - H. Kalmus [Hans Kalmus]. Lettice M. Crump, ed.
- 39. Markets in Africa: Eight Subsistence Economies in Transition. A new selection by Paul Bohannan and George Dalton.
- 40.
- 41. Charles Darwin: A Scientific Biography - Gavin De Beer.
- 42. Indians of the United States - Clark Wissler; Lucy Wales Kluckhohn.
- 43. Under the Ancestors’ Shadow: Kinship, Personality, and Social Mobility in Village China - Francis L. K. Hsu.
- 44. Curious Naturalists - Niko Tinbergen.